# Felix Aboagye
Felix Aboagye (Kumasi, Ghana, 5 de diciembre de 1975) es un exfutbolista de Ghana que jugaba en la posición de delantero centro.

## Carrera

### Club
| Periodo   | Club                  |
| --------- | --------------------- |
| 1992      | Dawu Youngstars       |
| 1993-1998 | Al-Ahly SC            |
| 1998-1999 | Olympiacos FC         |
| 1999–2000 | Al-Nasr SC            |
| 2000–2001 | Qatar SC              |
| 2001      | Liberty Professionals |
| 2001–2002 | Zamalek SC            |
| 2002–2003 | Al-Arabi Kuwait       |
| 2003–2004 | Mahindra United       |
| 2004–2005 | East Bengal           |
| 2005      | Cần Thơ FC            |
| 2006      | Khatoco Khánh Hoà     |
| 2007      | Club Valencia         |
| 2007–2009 | Mumbai FC             |

### Selección nacional
Jugó para Ghana en 26 ocasiones de 1994 a 2000 y anotó 10 goles; participó en dos ediciones de la Copa Africana de Naciones y en los Juegos Olímpicos de Atlanta 1996.

## Logros
- Copa de Egipto: 2002
- Supercopa de Egipto: 2001–02
- Copa POMIS: 2003[1][2]